# Крунослав Драгановић
Крунослав Драгановић (Орашје, 30. октобар 1903 — Сарајево, 3. јул 1983) био је професор на загребачком Богословском факултету и један од поверљивих људи Алојзија Степинца и Ватикана. Организатор је пацовских канала којим је у Јужну Америку пребегло на хиљаде усташких и нацистичких злочинаца.

## Биографија
Рођен је 30. октобра 1903. у селу Матићи крај Орашја у босанској Посавини, од оца Петра и мајке Марије. Имао је два брата: Крешимира и Звонимира, и сестру Даницу. Брат Крешимир је радио за време Другог светског рата у амбасади НДХ у Берлину. Брат Звонимир живео је и радио у Загребу, а сестра Даница у Славонском Броду.
Крунослав Драгановић је своје школовање започео у Травнику, где је завршио основну школу и два разреда средње, а затим наставио у Сарајеву. Тамо је и матурирао 1922. године на Реалној гимназији. Тада још није обављао свештенички позив Католичке цркве, али је био активан у омладинским хрватским организацијама.
Године 1922. почео је да студира електротехнику и стројоградњу на Политехничком факултету у Бечу. Године 1924. је одлучио да постане свештеник, иако је 1925. године положио први државни испит на Политехничком факултету. Те 1925. је био примљен у Католичку богословију у Сарајеву, а 1. јула 1928. се заредио. Наредне 4 године је обављао у Врхбосанској надбискупији разне послове, а истицао се о организовању и покретању нових акција. Поред тога имао је и одлична предавања на тему Католичке цркве и учења.

## Свештенички позив
Католички надбискуп Иван Шарић (члан Усташког покрета) је видео способности младог Крунослава па га је 1932. године послао на више студије у Рим, на Папси оријентални институт да проучава црквене науке. Био је у посети Француској (1933) и Турској (1934), због своје докторске дисертације („Масовни прелаз католика на 'православље' на хрватском језичком подручју за вријеме турске владавине“), коју је 1935. одбранио на немачком језику.
Након одбране доктората вратио се у Сарајево крајем 1935. где је обављао посао католичког вероучитеља у основној и средњој школи (1935—1936), затим секретар католичке надбискупије (1936—1939), а након тога и директор канцеларије католичке Надбискупије у Сарајеву (1939—1940).
У децембру 1940. године прелази у Загреб где је постао доцент црквене историје на Теолошком факултету у Загребу, а почетком 1941. почео је држати предавања студентима. 1942. постао је редовни професор.

## Враћање хрватских официра у Загреб
Крунослав Драгановић је након слома Краљевине Југославије послат у Београд да окупи и врати хрватске војнике и официре у Загреб. Он је то успешно обавио, и као награду касније добио мисију у Ватикану.

## Мисија при Ватикану
У августу 1943. године одлази у Ватикан где је постављен за представника НДХ. Уз тај позив обављао је дужности у хрватском Црвеном крсту и католичке Надбискупије у Загребу. Тако да је добијао од хрватске НДХ владе и велику новчану помоћ. Након завршетка Другог светског рата, велики део тог новца је остао код Драгановића. Један од битних послова које је Драгановић требало да обави у Ватикану, јесте успостављање сарадње са енглеском и америчком обавештајном службом, што му и успело.

### Помагање у пацовским каналима
Од маја 1945. па до децембра 1948. Крунослав Драгановић је интензивно радио на пребацивању усташких и нацистичких злочинаца у Јужну Америку (Аргентина, Парагвај, Боливија). У то време је био запослен у католичком институту Св. Јеронимa у Риму, где је добио на располагање црквене просторије које нису биле доступне војним и цивилним властима Италије. Заједно са још неколико католичких свештеника пореклом из Југославије (др Доминик Мандић, фра Витомир Налетилић, дон Иван Илијић и др.) обилазио је логоре у Италији и Аустрији, где су проналазили усташке злочинце и давали им лажна документа, а потом бродовима их пребацивали у Јужну Америку.
Један претрес Ције који је извршен у институту „Св. Јеронимо“ септембра 1947. показао је да је Крунослав Драгановић био умешан у помоћ више од 20.000 усташких и нацистичких злочинаца приликом бежања ван Европе, укључујићи и усташког поглавника Анта Павелића и Клауса Барбија, познатијег као „кољач из Лиона“.
Касније су извештаји Ције утврдили да постоји тајна операција "RATLINE" (пацовски канали), коју је Крунослав Драганић водио са католичким свештеницима за помагање пребацивања усташких злочинаца из Европе. Све то је рађено под плаштом ватиканске агенције „Национална католичка добротворна организација“ за расељавање лица која нису имала документа, бегунаца од правде, геноцидних злочинаца НДХ. Сви ти злочинци су са собом носили опљачкано злато од својих жртава.
Управо то злато је касније омогућавало усташкој емиграцији да финансира терористичке акције у Југославији и њених дипломата (нпр. Радуча '72, убиство Владимира Роловића, отимање авиона 1972. и друге).

## Помагање усташке емиграције
Радио је у Ватикану све до 1964. када је прешао у градић Пресбаум, крај Беча. Ту је наставио своју сарадњу са усташком емиграцијом. Поред тога писао је и низ научних радова, а највише у вези са дешавањима у Блајбургу маја 1945.

## Хапшење и ислеђивање
Крунослава Драгановића је 10. септембра 1967. године ухапсила југословенска Удба у Трсту, одакле је био пребачен у Београд, а потом у Сарајево. Месецима је касније ишао у зграду сарајевске полиције, где је давао исказ полицијским истражитељима о свом раду ранијих година. У то време је био стално под присмотром Удбе, јер су усташки емигранти имали добар мотив да га ликвидирају, јер су се бојали одавања информација. Његов исказ у полицији је накуцан на 9.000 страница.
То хапшење Крунослава Драгановића из 1967. године је изазвало бројне реакције, не само у Европи, већ и широм света. Многи су били у дилеми да ли се Драгановић сам предао југословенској Удби, или је Удба заиста успела да се докопа једне од најтраженијих особа.

## Смрт и сахрана
Крунослав Драгановић је умро у сарајевској болници Кошево 3. јула 1983.
Сахрањен је у уском кругу људи на сарајевском гробљу „Баре“. На сахрани су била присутна три свештеника и три световна лица.